# Veliš (kraj hradecki)
Veliš – czeska wieś, która się znajduje w okresie (powiecie) Jiczyn, u podnóża góry Veliš (430 m n.p.m.), w rejonie tzw. Czeskiego Raju.

## Historia
Pierwsze wzmianki o wsi pochodzą z 1143 r.

## Zabytki
- kościół pw. św. Wacława z 1752 r.
- źródło z kamienną figurą św. Wacława z 1783 r.
- grobowiec rodziny von Schlick (czes. Šlik), ze szczątkami Joachima Andreasa von Schlick, jednego z przywódców Czeskiego powstania stanowego, straconego 21 czerwca 1621 r. na rynku staromiejskim w Pradze (Staromiejska egzekucja).
- ruiny zamku na szczycie pobliskiej góry

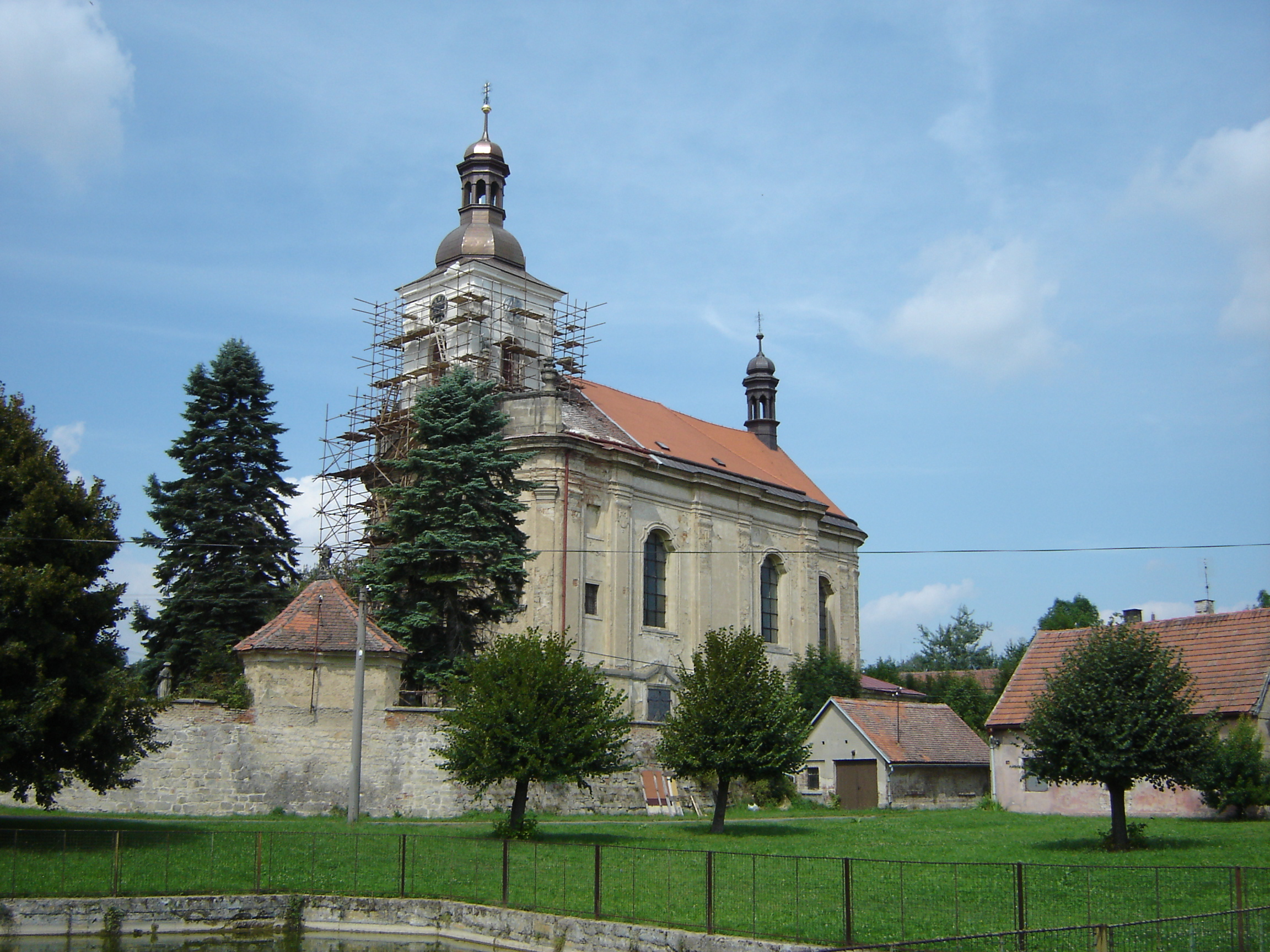
Kościół św. Wacława
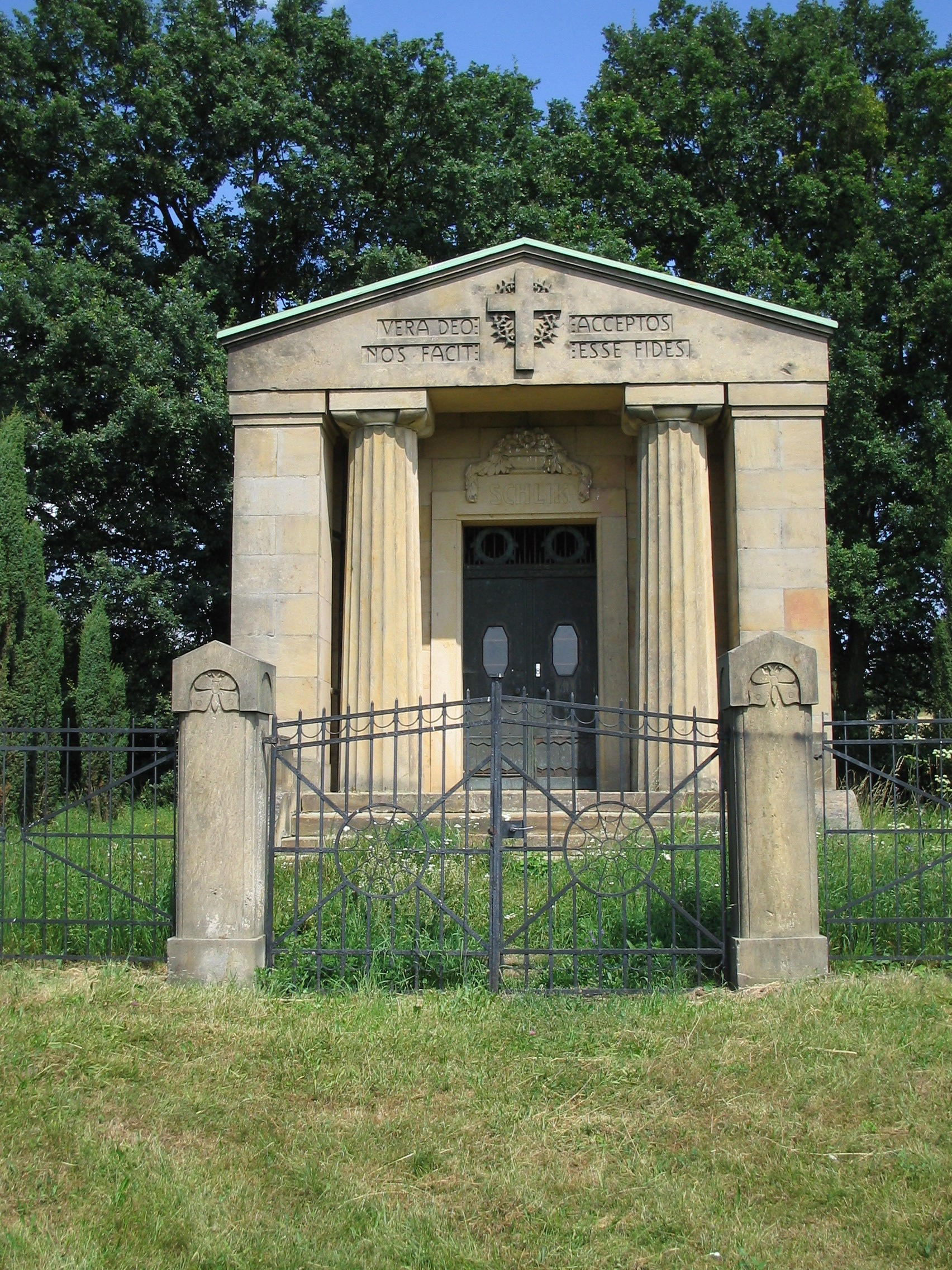
Grobowiec rodziny von Schlick (Šlików)